# Мислення в малюнках
«Мислення в малюнках» — це психологічно сфокусована автобіографія, написана  американською  етологінею, письменницею і активісткою щодо прав людей з аутизмом Темпл Ґрандін.  Книга розповідає про життя авторки з аутизмом. Вперше книга була опублікована у 1995 році. Назва «Мислення в малюнках» походить від аналогії із методом обробки інформації Ґрандін; вона стверджує, що думає у фотографічних образах. Хоча Ґрендін бачить світ інакше, ніж більшість, її тверда віра в те, що вона «інша, але не менша» та щоденне прагнення до самозбереження чітко проявляються в її творах. У книзі багато розповідей про її роботу на фермах з великою рогатою худобою та про те, як вона бачить у своїй свідомості образи прототипів машин і редагує їх ще до того, як почнеться будівництво . Також Ґрандін в книзі описує такі аспекти аутизму, як діагностичні критерії, поширені помилки та альтернативні методи лікування.

## Створення книги
Першим елементом створення книги для Ґрандін було  перетворення візуальних думок на текст. Редактор Ґрандін допоміг їй зорієнтуватися в послідовності створення історії, що виявилося складним для Ґрандін  як візуального мислителя. Кожен розділ книги представляє аспект її життєвого досвіду, приблизно в хронологічному порядку. Британський невролог, доктор медицини, професор неврології  Олівер Сакс згадує про її простий і зрозумілий стиль у передмові до книги «Мислення в малюнках» . Простота та ясність написання  тексту відображає погляд та думки авторки, її власну структуру мислення. Ця структура не може бути інтуїтивно зрозумілою для кожного читача, особливо для тих, хто не відчуває думки так само, як Ґрандін. 
Ґрандін  пізніше відредагувала свою книгу для додавання досліджень і додаткових моментів. Розширене видання «Thinking in Pictures», що біло опубліковано у 2005 році, містить незмінний оригінальний текст, а також додаткові розділи, що містять додаткову інформацію або нову інформацію, з якою зіткнувся Ґрандін. Вона також додала нові ресурси та веб-сайти в кінці книги, які можуть бути корисними для читача. 
Ґрандін казала, що коли в 1995 році була опублікована її книга «Мислення в малюнках», вона вважала, що всі люди з аутизмом думають у фотографічних образах так, як вона. На момент публікації розширеного видання в 2006 році вона зрозуміла, що було неправильно припускати, що кожна людина з аутизмом обробляє інформацію так само, як і вона. У виданні 2006 року «Мислення в малюнках» вона написала, що існує три типи спеціалізованого мислення аутистів: 1. Візуальні мислителі, як вона, які мислять фотографічно специфічними образами. 2. Музичні та математичні мислителі – ті, хто мислить шаблонами та можуть добре розбиратися в математиці, шахах і комп’ютерному програмуванні. 3. Вербально-логічні мислителі – які думають деталями, і вона зазначила, що їхнім улюбленим предметом може бути історія.

## Додатки для візуального мислення
Ґрандін у книзі розповідає про різні випадки, коли їй нагадували, що її спосіб мислення різниться від способу мислення середньостатистичних працівників ранчо, з якими вона працювала. Ґрандін згадує на початку книги ситуацію, коли худоба боялася ступити в басейн для очищення. Через це Ґрандін придумала пандус для спуску худоби, який би запобіг паніці тварин. Ґрандін подумки сконструювала дизайн спуску. Менеджери ранчо не могли зрозуміти, що вона робить і як, і Ґрандін знову згадала, що інші люди думають не так, як вона, і що вона розуміє більше думки великої рогатої худоби, ніж людей. Пандус був просто металевим, і власники ранчо вважали, що пандус буде надто гладким, тому  обтягнули його гумою. Але на гумі корови послизнулися та попадали у басейн. Ґрандін була розлючена і наказала зняти гуму, після чого пандус працював ідеально .

## Машина для віджиму
В книзі описана історія про винахід Ґрандін. «Машина для стискання», також відома як «машина для обіймів», спочатку використовувалася господарями ферм, щоб заспокоїти худобу під час огляду. Темпл Ґрандін побачила заспокійливий ефект машини, який він справляв на тварин, і застосувала його на собі, оскільки вона відчайдушно хотіла знайти заспокійливий спосіб. Ґрандін придумала власний дизайн машини для стискання, щоб допомогти впоратися зі спалахами тривоги. Основна конструкція машини складена з м'яких частин у формі «V» та важеля, який дозволяє користувачеві контролювати рівень та тривалість тиску. Сьогодні система використовується як на дітей, так і на дорослих. Був навіть тест, проведений у 1995 році Центром вивчення аутизму разом з Університетом Вілламетта в Салемі, штат Орегон, який довів, що «машина для стискання» мала заспокійливий ефект на дітей з аутизмом.  

## Рецензії
Робота Ґрандін отримала багато позитивних відгуків. У передмові до книги «Мислення в малюнках» британський невролог, доктор медицини Олівер Сакс стверджує, що книга є «дослідженням ідентичності, «хто» не менше, ніж «що» найобдарованішої людини з аутизмом». Один рецензент назвав книгу «бажаним контрастом з іншими книгами про аутизм», оскільки вона зосереджена на сильних сторонах людей з аутизмом . Інша рецензія також зазначає, що здатність Ґрандін поставити себе на місце великої рогатої худоби, коли вона проектує бійні, інтригує читачів   . В іншій рецензії згадується, що тим, хто цікавиться роботами Олівера Сакса, сподобається читати роботу Ґрандін через реальність подій. 